# Leichtathletik-Länderkampf der Männer 1959 Tschechoslowakei – BR Deutschland
| 15. Leichtathletik-Länderkampf mit bundesdeutscher Beteiligung 1959 | 15. Leichtathletik-Länderkampf mit bundesdeutscher Beteiligung 1959 |                                                          |
| ------------------------------------------------------------------- | ------------------------------------------------------------------- | -------------------------------------------------------- |
|                                                                     |                                                                     |                                                          |
| Ländervergleich der Männer: Tschechoslowakei – BR Deutschland       |                                                                     |                                                          |
| Austragungsort                                                      | Prag                                                                |                                                          |
| Wettbewerbe                                                         | 20                                                                  |                                                          |
| Datum                                                               | 10./11. Oktober 1959                                                |                                                          |
| 1. CSK 2. FRG                                                       | 117 Punkte 095 Punkte                                               |                                                          |
| Chronik                                                             |                                                                     |                                                          |
| ← JPN-FRG (F)                                                       | erster LK 1960:00 FRG-AUT-SUI/FRG-NLD00 Straß'lauf (M) →            | erster LK 1960:00 FRG-AUT-SUI/FRG-NLD00 Straß'lauf (M) → |

Den fünfzehnten und letzten Vergleich des Leichtathletik-Länderkämpfe mit bundesdeutscher Beteiligung 1959 bestritten die bundesdeutschen Männer gegen die Tschechoslowakei. Da sich ein großer Teil der bundesdeutschen Spitzenathleten noch auf ihrer Japanreise befanden, musste das Team am 10./11. Oktober in der tschechoslowakischen Hauptstadt Prag mit einer Zweitbesetzung antreten.

## Wettbewerbe und Modus
Auf dem Programm standen die bei Länderkämpfen inzwischen fast immer üblichen zwanzig Disziplinen. Aus dem olympischen Wettbewerbskatalog fehlten nur der Marathonlauf, die beiden Gehdisziplinen und der Zehnkampf. Gewertet wurde in den Einzeldisziplinen nach dem Standardsystem, in den Staffeln mit fünf zu zwei Punkten.

## Ergebnis
Bei den Einzelläufen war der Länderkampf absolut ausgeglichen. Sowohl die tschechoslowakischen als auch die bundesdeutschen Leichtathleten errangen fünf Siege, davon vier als Doppelerfolge. Von den Staffeln ging eine an die Tschechoslowakei, die andere an die Bundesrepublik Deutschland. In den technischen Disziplinen erwiesen sich die tschechoslowakischen Sportler hoch überlegen gegen das bundesdeutsche Team mit seinen Athleten aus der zweiten Reihe. Die Bundesrepublik kam hier lediglich im Weitsprung zu einem Disziplinerfolg, dabei wurden die Ränge eins und zwei belegt. Die anderen sieben technischen Wettbewerbe entschied die Tschechoslowakei für sich und erzielte dabei vier Doppelerfolge. Am Ende stand für die Bundesrepublik Deutschland gegen die tschechoslowakische Mannschaft mit 95 zu 117 Punkten eine Niederlage.

## Resultate

### 100 m
| Platz | Athlet              | Land | Zeit (s) |
| ----- | ------------------- | ---- | -------- |
| 1     | Peter Gamper        | FRG  | 10,5     |
| 2     | Edmund Burg         | FRG  | 10,6     |
| 3     | Frantisek Mikluscak | CSK  | 10,6     |
| 4     | Václav Kynos        | CSK  | 10,6     |

Datum: 10. Oktober

### 200 m
| Platz | Athlet         | Land | Zeit (s) |
| ----- | -------------- | ---- | -------- |
| 1     | Vilém Mandlík  | CSK  | 21,1     |
| 2     | Václav Kynos   | CSK  | 21,4     |
| 3     | Edmund Burg    | FRG  | 21,5     |
| 4     | Bernd Cullmann | FRG  | 21,5     |

Datum: 11. Oktober

### 400 m
| Platz | Athlet           | Land | Zeit (s) |
| ----- | ---------------- | ---- | -------- |
| 1     | Walter Oberste   | FRG  | 47,2     |
| 2     | Manfred Kinder   | FRG  | 47,6     |
| 3     | Jaroslav Jirásek | CSK  | 47,6     |
| 4     | Josef Trousil    | CSK  | 47,9     |

Datum: 10. Oktober

### 800 m
| Platz | Athlet              | Land | Zeit (min) |
| ----- | ------------------- | ---- | ---------- |
| 1     | Edmund Brenner      | FRG  | 1:49,8     |
| 2     | Stanislav Jungwirth | CSK  | 1:50,0     |
| 3     | Peter Adam          | FRG  | 1:50,3     |
| 4     | Tomáš Salinger      | CSK  | 1:51,2     |

Datum: 11. Oktober

### 1500 m
| Platz | Athlet              | Land | Zeit (min) |
| ----- | ------------------- | ---- | ---------- |
| 1     | Stanislav Jungwirth | CSK  | 3:44,2     |
| 2     | Hans-Joachim Blatt  | FRG  | 3:45,4     |
| 3     | Petr Helmich        | CSK  | 3:45,7     |
| 4     | Edmund Brenner      | FRG  | 4:08,2     |

Datum: 10. Oktober
Edmund Brenner stürzte während des Rennens, lief aber noch ins Ziel, um einen Punkt zu retten.

### 5000 m
| Platz | Athlet           | Land | Zeit (min) |
| ----- | ---------------- | ---- | ---------- |
| 1     | Jaroslav Bohatý  | CSK  | 14:22,0    |
| 2     | Miroslav Jurek   | CSK  | 14:27,0    |
| 3     | Günther Timm     | FRG  | 14:32,8    |
| 4     | Alfred Kleefeldt | FRG  | 14:57,2    |

Datum: 10. Oktober

### 10.000 m
| Platz | Athlet        | Land | Zeit (min) |
| ----- | ------------- | ---- | ---------- |
| 1     | Mirko Gräf    | CSK  | 29:55,4    |
| 2     | Miloš Tomis   | CSK  | 29:57,2    |
| 3     | Gustav Disse  | FRG  | 29:58,4    |
| 4     | Walter Konrad | FRG  | 30:19,6    |

Datum: 11. Oktober

### 110 m Hürden
| Platz | Athlet            | Land | Zeit (s) |
| ----- | ----------------- | ---- | -------- |
| 1     | Walter Pensberger | FRG  | 14,4     |
| 2     | Günter Brand      | FRG  | 14,6     |
| 3     | Ivo Pechar        | CSK  | 14,6     |
| 4     | Pavel Kurfürst    | CSK  | 15,0     |

Datum: 10. Oktober

### 400 m Hürden
| Platz | Athlet                  | Land | Zeit (s) |
| ----- | ----------------------- | ---- | -------- |
| 1     | Wolfgang Fischer        | FRG  | 52,6     |
| 2     | Helmut Joho             | FRG  | 53,3     |
| 3     | Květoslav Springinsfeld | CSK  | 53,5     |
| 4     | Otakar Stastný          | CSK  | 56,9     |

Datum: 11. Oktober

### 3000 m Hindernis
| Platz | Athlet                | Land | Zeit (min) |
| ----- | --------------------- | ---- | ---------- |
| 1     | Bohumír Zháňal        | CSK  | 8:59,8     |
| 2     | Vlastimil Brlica      | CSK  | 8:59,8     |
| 3     | Wilhelm-Rüdiger Böhme | FRG  | 9:11,4     |
| 4     | Heinz Laufer          | FRG  | 9:28,8     |

Datum: 11. Oktober

### 4 × 100 m Staffel
| Platz | Besetzung        | Land                                                          | Zeit (s) |
| ----- | ---------------- | ------------------------------------------------------------- | -------- |
| 1     | Tschechoslowakei | Václav Janeček Václav Kynos Vilém Mandlík Frantisek Mikluscak | 40,2     |
| 2     | BR Deutschland   | Michael Gernandt Edmund Burg Karl-Heinz Naujoks Peter Gamper  | 40,4     |

Datum: 10. Oktober

### 4 × 400 m Staffel
| Platz | Besetzung        | Land                                                        | Zeit (min) |
| ----- | ---------------- | ----------------------------------------------------------- | ---------- |
| 1     | BR Deutschland   | Horst Poehler Burkhart Quantz Manfred Kinder Walter Oberste | 3:09,7     |
| 2     | Tschechoslowakei | Vilém Mandlík Jozef Kočiš Josef Trousil Jaroslav Jirásek    | 3:10,7     |

Datum: 11. Oktober

### Hochsprung
| Platz | Athlet           | Land | Höhe (m) |
| ----- | ---------------- | ---- | -------- |
| 1     | Jiří Lanský      | CSK  | 1,99     |
| 2     | Peter Riebensahm | FRG  | 1,96     |
| 3     | Jaroslav Kovář   | CSK  | 1,93     |
| 4     | Herbert Hopf     | FRG  | 1,80     |

Datum: 10. Oktober

### Stabhochsprung
| Platz | Athlet         | Land | Höhe (m) |
| ----- | -------------- | ---- | -------- |
| 1     | Marcel Blažej  | CSK  | 4,40     |
| 2     | Rudolf Tomášek | CSK  | 4,40     |
| 3     | Klaus Lehnertz | FRG  | 4,35     |
| 4     | Horst Drumm    | FRG  | 4,10     |

Datum: 11. Oktober

### Weitsprung
| Platz | Athlet             | Land | Weite (m) |
| ----- | ------------------ | ---- | --------- |
| 1     | Manfred Molzberger | FRG  | 7,37      |
| 2     | Peter Scharp       | FRG  | 7,33      |
| 3     | Jan Netopilík      | CSK  | 7,29      |
| 4     | Bohumil Kadlec     | CSK  | 6,98      |

Datum: 10. Oktober

### Dreisprung
| Platz | Athlet            | Land | Weite (m) |
| ----- | ----------------- | ---- | --------- |
| 1     | Martin Řehák      | CSK  | 15,27     |
| 2     | Norbert Weiser    | FRG  | 15,16     |
| 3     | Vlastimil Kalecký | CSK  | 15,14     |
| 4     | Jörg Wischmeyer   | FRG  | 15,05     |

Datum: 11. Oktober

### Kugelstoßen
| Platz | Athlet             | Land | Weite (m) |
| ----- | ------------------ | ---- | --------- |
| 1     | Jiří Skobla        | CSK  | 17,56     |
| 2     | Jaroslav Plíhal    | CSK  | 17,27     |
| 3     | Karl-Heinz Wegmann | FRG  | 17,21     |
| 4     | Jürgen Langer      | FRG  | 15,89     |

Datum: 11. Oktober

### Diskuswurf
| Platz | Athlet         | Land | Weite (m) |
| ----- | -------------- | ---- | --------- |
| 1     | Zdeněk Němec   | CSK  | 54,38     |
| 2     | Karel Merta    | CSK  | 52,02     |
| 3     | Anton Pflieger | FRG  | 49,00     |
| 4     | Rudi Schwarz   | FRG  | 48,48     |

Datum: 10. Oktober

### Hammerwurf
| Platz | Athlet           | Land | Weite (m) |
| ----- | ---------------- | ---- | --------- |
| 1     | Josef Matoušek   | CSK  | 61,61     |
| 2     | Josef Málek      | CSK  | 61,12     |
| 3     | Willi Glotzbach  | FRG  | 59,85     |
| 4     | Siegfried Lorenz | FRG  | 57,75     |

Datum: 10. Oktober

### Speerwurf
| Platz | Athlet         | Land | Weite (m) |
| ----- | -------------- | ---- | --------- |
| 1     | Jan Perek      | CSK  | 74,29     |
| 2     | Hans Schenk    | FRG  | 72,83     |
| 3     | Hermann Rieder | FRG  | 70,40     |
| 4     | Josef Poruba   | CSK  | 66,74     |

Datum: 11. Oktober